# Danh sách cầu thủ tham dự giải vô địch bóng đá U-19 châu Âu 2002
Các cầu thủ sinh trong hoặc sau ngày 1 tháng 1 năm 1983 được phép tham gia giải đấu. Tuổi của cầu thủ được tính đến ngày 21 tháng 7 năm 2002 – ngày khai mạc giải đấu. Các cầu thủ in đậm từng thi đấu cho đội tuyển quốc gia.

## Bảng A

### Cộng hòa Séc
Huấn luyện viên:  Josef Krejča

| Số | VT | Cầu thủ         | Ngày sinh (tuổi)           | Trận | Bàn | Câu lạc bộ       |
| -- | -- | --------------- | -------------------------- | ---- | --- | ---------------- |
| 1  | TM | Michal Daněk    | 6 tháng 7, 1983 (19 tuổi)  |      |     | Baník Ostrava    |
| 2  | HV | Ondřej Král     | 17 tháng 4, 1983 (19 tuổi) |      |     | Viktoria Plzeň   |
| 3  | HV | Milan Zachariáš | 1 tháng 10, 1983 (18 tuổi) |      |     | Slavia Prague B  |
| 4  | TV | Martin Kolář    | 18 tháng 9, 1983 (18 tuổi) |      |     | Bohemians        |
| 5  | HV | Radek Dosoudil  | 20 tháng 6, 1983 (19 tuổi) |      |     | Sparta Prague    |
| 6  | HV | David Limberský | 6 tháng 10, 1983 (18 tuổi) |      |     | Viktoria Plzeň   |
| 7  | TĐ | Pavel Fořt      | 26 tháng 6, 1983 (19 tuổi) |      |     | Viktoria Plzeň   |
| 8  | TĐ | Václav Svěrkoš  | 1 tháng 11, 1983 (18 tuổi) |      |     | Baník Ostrava    |
| 9  | TV | Pavel Mezlík    | 25 tháng 6, 1983 (19 tuổi) |      |     | Brno             |
| 10 | TV | Tomáš Sivok     | 15 tháng 9, 1983 (18 tuổi) |      |     | Sparta Prague    |
| 11 | HV | David Mikula    | 30 tháng 3, 1983 (19 tuổi) |      |     | SFC Opava        |
| 12 | TM | Petr Čech       | 20 tháng 5, 1982 (20 tuổi) |      |     | Škoda Plzeň      |
| 13 | TV | Filip Trojan    | 21 tháng 2, 1983 (19 tuổi) |      |     | Schalke 04       |
| 14 | HV | Tomáš Rada      | 28 tháng 9, 1983 (18 tuổi) |      |     | Sparta Prague    |
| 15 | TĐ | David Střihavka | 4 tháng 3, 1983 (19 tuổi)  |      |     | Jablonec         |
| 16 | TM | Aleš Kořínek    | 9 tháng 1, 1983 (19 tuổi)  |      |     | Zlín             |
| 17 | TV | Lukáš Vaculík   | 6 tháng 6, 1983 (19 tuổi)  |      |     | Vysočina Jihlava |
| 18 | TV | Aleš Besta      | 10 tháng 4, 1983 (19 tuổi) |      |     | Baník Ostrava    |

### Na Uy
Head couch:  Bjørn Hansen

| Số | VT | Cầu thủ                  | Ngày sinh (tuổi)            | Trận | Bàn | Câu lạc bộ    |
| -- | -- | ------------------------ | --------------------------- | ---- | --- | ------------- |
| 1  | TM | Jan Kjell Larsen         | 24 tháng 6, 1983 (19 tuổi)  |      |     | Haugesund     |
| 2  | HV | Vegar Landro             | 21 tháng 2, 1983 (19 tuổi)  |      |     | Brann         |
| 3  | HV | Lars Martin Engedal      | 11 tháng 9, 1983 (18 tuổi)  |      |     | Start         |
| 4  | TV | Christian Grindheim      | 17 tháng 7, 1983 (19 tuổi)  |      |     | Haugesund     |
| 5  | HV | Kristian Flittie Onstad  | 9 tháng 5, 1984 (18 tuổi)   |      |     | Lyn           |
| 6  | HV | Torbjørn Kjerrgård       | 11 tháng 4, 1983 (19 tuổi)  |      |     | Brann         |
| 7  | TV | Kristofer Hæstad         | 9 tháng 12, 1983 (18 tuổi)  |      |     | Start         |
| 8  | TĐ | Martin Wiig              | 22 tháng 8, 1983 (18 tuổi)  |      |     | Odd Grenland  |
| 9  | TV | Tarjei Dale              | 4 tháng 1, 1983 (19 tuổi)   |      |     | Odd Grenland  |
| 10 | TV | Joakim Austnes           | 20 tháng 2, 1983 (19 tuổi)  |      |     | Aalesund      |
| 11 | TĐ | Øyvind Hoås              | 28 tháng 10, 1983 (18 tuổi) |      |     | Molde         |
| 12 | TM | Rune Jarstein            | 29 tháng 9, 1984 (17 tuổi)  |      |     | Herkules      |
| 13 | TV | Tor Erik Moen            | 3 tháng 10, 1983 (18 tuổi)  |      |     | Rosenborg     |
| 14 | HV | Dag Martin Tverborgvik   | 22 tháng 2, 1983 (19 tuổi)  |      |     | Haugesund     |
| 15 | HV | Steinar Guvåg            | 8 tháng 8, 1983 (18 tuổi)   |      |     | Molde         |
| 16 | TĐ | Eirik Winsnes            | 26 tháng 2, 1983 (19 tuổi)  |      |     | Rosenborg     |
| 17 | HV | Per Verner Vågan Rønning | 9 tháng 1, 1983 (19 tuổi)   |      |     | Levanger      |
| 18 | TV | Trond Olsen              | 5 tháng 2, 1984 (18 tuổi)   |      |     | Lyngen/Karnes |

### Slovakia
Huấn luyện viên:  Peter Polák

| Số | VT | Cầu thủ         | Ngày sinh (tuổi)            | Trận | Bàn | Câu lạc bộ        |
| -- | -- | --------------- | --------------------------- | ---- | --- | ----------------- |
| 1  | TM | Peter Kostoláni | 6 tháng 2, 1983 (19 tuổi)   |      |     | Nitra             |
| 2  | HV | Marek Kostoláni | 6 tháng 2, 1983 (19 tuổi)   |      |     | Nitra             |
| 3  | HV | Igor Hrabáč     | 18 tháng 11, 1983 (18 tuổi) |      |     | Sparta Prague B   |
| 4  | TV | Marián Kurty    | 13 tháng 5, 1983 (19 tuổi)  |      |     | Ružomberok        |
| 5  | HV | Marek Čech      | 26 tháng 1, 1983 (18 tuổi)  |      |     | Inter Bratislava  |
| 6  | HV | Roman Konečný   | 25 tháng 7, 1983 (18 tuổi)  |      |     | Spartak Trnava    |
| 7  | TĐ | Juraj Halenár   | 28 tháng 6, 1983 (19 tuổi)  |      |     | Inter Bratislava  |
| 8  | TĐ | Filip Šebo      | 25 tháng 2, 1984 (18 tuổi)  |      |     | 1. FC Köln        |
| 9  | TĐ | Roman Jurko     | 25 tháng 1, 1983 (19 tuổi)  |      |     | Slovan Bratislava |
| 10 | TV | Tomáš Labun     | 28 tháng 1, 1984 (18 tuổi)  |      |     | Cercle Brugge     |
| 11 | TĐ | Tomás Sloboda   | 24 tháng 9, 1983 (18 tuổi)  |      |     | Slovan Bratislava |
| 12 | TM | Milan Herko     | 27 tháng 2, 1983 (19 tuổi)  |      |     | Slovan Bratislava |
| 13 | TV | Tomáš Bruško    | 21 tháng 2, 1983 (19 tuổi)  |      |     | Dynamo Kyiv       |
| 14 | HV | Peter Šedivý    | 5 tháng 1, 1983 (19 tuổi)   |      |     | Inter Bratislava  |
| 15 | TĐ | Marek Bakoš     | 15 tháng 4, 1983 (19 tuổi)  |      |     | Nitra             |
| 16 | TV | Milan Ivana     | 26 tháng 11, 1983 (18 tuổi) |      |     | Trenčín           |
| 17 | TV | Dusan Miklas    | 7 tháng 2, 1983 (19 tuổi)   |      |     | Trenčín           |
| 18 | TV | Igor Žofčák     | 10 tháng 4, 1983 (19 tuổi)  |      |     | Ružomberok        |

### Tây Ban Nha
Huấn luyện viên:  Iñaki Sáez

| Số | VT | Cầu thủ              | Ngày sinh (tuổi)           | Trận | Bàn | Câu lạc bộ      |
| -- | -- | -------------------- | -------------------------- | ---- | --- | --------------- |
| 1  | TM | Miguel Ángel Moyà    | 2 tháng 4, 1984 (18 tuổi)  |      |     | Mallorca        |
| 2  | HV | Iban Zubiaurre       | 22 tháng 1, 1983 (19 tuổi) |      |     | Real Sociedad   |
| 3  | HV | Carlos Peña          | 28 tháng 7, 1983 (18 tuổi) |      |     | Barcelona       |
| 4  | TV | Carmelo González     | 9 tháng 7, 1983 (19 tuổi)  |      |     | Las Palmas      |
| 5  | HV | Ander Murillo (c)    | 26 tháng 7, 1983 (18 tuổi) |      |     | Athletic Bilbao |
| 6  | TV | Aritz Solabarrieta   | 22 tháng 7, 1983 (18 tuổi) |      |     | Athletic Bilbao |
| 7  | HV | Daniel Jarque        | 1 tháng 1, 1983 (19 tuổi)  |      |     | Espanyol        |
| 8  | TĐ | Fernando Torres      | 20 tháng 3, 1984 (18 tuổi) |      |     | Atlético Madrid |
| 9  | TV | Andrés Iniesta       | 11 tháng 5, 1984 (18 tuổi) |      |     | Barcelona       |
| 10 | TĐ | Sergio García        | 9 tháng 6, 1983 (19 tuổi)  |      |     | Barcelona       |
| 11 | TĐ | José Antonio Reyes   | 1 tháng 9, 1983 (18 tuổi)  |      |     | Sevilla         |
| 12 | TV | Jorge Pina           | 28 tháng 2, 1983 (19 tuổi) |      |     | Real Zaragoza   |
| 13 | TM | Asier Riesgo         | 1 tháng 8, 1983 (18 tuổi)  |      |     | Real Sociedad   |
| 14 | HV | Juan Carlos Ceballos | 7 tháng 4, 1983 (19 tuổi)  |      |     | Espanyol        |
| 15 | TĐ | Ferran Corominas     | 5 tháng 1, 1983 (19 tuổi)  |      |     | Espanyol        |
| 16 | TV | Sergio Torres        | 2 tháng 3, 1984 (18 tuổi)  |      |     | Atlético Madrid |
| 17 | TV | Jonan García         | 8 tháng 1, 1983 (19 tuổi)  |      |     | Athletic Bilbao |
| 18 | HV | Melli                | 6 tháng 6, 1984 (18 tuổi)  |      |     | Real Betis      |

## Bảng B

### Bỉ
Huấn luyện viên:  Marc Van Geersom

| Số | VT | Cầu thủ             | Ngày sinh (tuổi)            | Trận | Bàn | Câu lạc bộ         |
| -- | -- | ------------------- | --------------------------- | ---- | --- | ------------------ |
| 1  | TM | Bram Verbist        | 5 tháng 5, 1983 (19 tuổi)   |      |     | Ajax               |
| 2  | HV | Kenny van Hoevelen  | 24 tháng 6, 1983 (19 tuổi)  |      |     | Westerlo           |
| 3  | HV | Stijn Vangeffelen   | 8 tháng 1, 1983 (19 tuổi)   |      |     | Sint-Truiden       |
| 4  | TV | Koen Van Der Heyden | 4 tháng 1, 1983 (19 tuổi)   |      |     | Eendracht Aalst    |
| 5  | HV | Pieterjan Monteyne  | 1 tháng 1, 1983 (19 tuổi)   |      |     | Germinal Beerschot |
| 6  | HV | Xavier Chen         | 5 tháng 10, 1983 (18 tuổi)  |      |     | Anderlecht         |
| 7  | TV | Denis Dasoul        | 20 tháng 7, 1983 (19 tuổi)  |      |     | Perugia            |
| 8  | TĐ | Kevin Vandenbergh   | 16 tháng 5, 1983 (19 tuổi)  |      |     | Club Brugge        |
| 9  | TĐ | Tony Eecloo         | 10 tháng 8, 1983 (18 tuổi)  |      |     | Mechelen           |
| 10 | HV | Jelle Van Damme     | 10 tháng 10, 1983 (18 tuổi) |      |     | Germinal Beerschot |
| 11 | TV | Jonathan Blondel    | 3 tháng 4, 1984 (18 tuổi)   |      |     | Mouscron           |
| 12 | TM | Silvio Proto        | 23 tháng 5, 1983 (19 tuổi)  |      |     | La Louviére        |
| 13 | HV | Arne Houtekier      | 30 tháng 6, 1983 (19 tuổi)  |      |     | Zulte-Waregem      |
| 14 | HV | Xavier Asselborn    | 10 tháng 3, 1983 (19 tuổi)  |      |     | Standard Liège     |
| 15 | TĐ | Styn Janssens       | 21 tháng 4, 1983 (19 tuổi)  |      |     | Lierse             |
| 16 | TV | Rory Hegelmeers     | 4 tháng 4, 1983 (19 tuổi)   |      |     | KV Mechelen        |
| 17 | TV | Sebastian Hermans   | 3 tháng 5, 1983 (19 tuổi)   |      |     | Club Brugge        |
| 18 | TV | Gregory Scattone    | 4 tháng 2, 1983 (19 tuổi)   |      |     | Germinal Beerschot |

### Anh
Huấn luyện viên:  Martin Hunter

| Số | VT | Cầu thủ          | Ngày sinh (tuổi)            | Trận | Bàn | Câu lạc bộ        |
| -- | -- | ---------------- | --------------------------- | ---- | --- | ----------------- |
| 1  | TM | Lee Grant        | 27 tháng 1, 1983 (19 tuổi)  |      |     | Derby County      |
| 2  | HV | Justin Hoyte     | 20 tháng 11, 1984 (17 tuổi) |      |     | Arsenal           |
| 3  | HV | Ryan Garry       | 29 tháng 9, 1983 (18 tuổi)  |      |     | Arsenal           |
| 4  | TV | Jermaine Jenas   | 18 tháng 2, 1983 (19 tuổi)  |      |     | Newcastle United  |
| 5  | HV | Glen Johnson     | 23 tháng 8, 1984 (17 tuổi)  |      |     | West Ham United   |
| 6  | HV | Ben Clark        | 24 tháng 1, 1983 (19 tuổi)  |      |     | Sunderland        |
| 7  | TV | Jermaine Pennant | 16 tháng 1, 1983 (19 tuổi)  |      |     | Arsenal           |
| 8  | TĐ | Michael Chopra   | 23 tháng 12, 1983 (18 tuổi) |      |     | Newcastle United  |
| 9  | TĐ | Dean Ashton      | 24 tháng 11, 1983 (18 tuổi) |      |     | Crewe Alexandra   |
| 10 | TĐ | Carlton Cole     | 1 tháng 11, 1983 (18 tuổi)  |      |     | Chelsea           |
| 11 | TV | Gary O'Neil      | 18 tháng 5, 1983 (19 tuổi)  |      |     | Portsmouth        |
| 12 | HV | Jon Otsemobor    | 23 tháng 3, 1983 (19 tuổi)  |      |     | Liverpool         |
| 13 | TM | Andrew Lonergan  | 19 tháng 10, 1983 (18 tuổi) |      |     | Preston North End |
| 14 | TV | Jerome Thomas    | 23 tháng 3, 1983 (19 tuổi)  |      |     | Arsenal           |
| 15 | TV | Stephen Cooke    | 15 tháng 2, 1983 (19 tuổi)  |      |     | Bournemouth       |
| 16 | TV | John Welsh       | 10 tháng 1, 1984 (18 tuổi)  |      |     | Liverpool         |
| 17 | TV | Ben Bowditch     | 19 tháng 2, 1984 (18 tuổi)  |      |     | Tottenham Hotspur |
| 18 | TV | Darren Carter    | 18 tháng 12, 1983 (18 tuổi) |      |     | Birmingham City   |

### Đức
Huấn luyện viên:  Uli Stielike

| Số | VT | Cầu thủ            | Ngày sinh (tuổi)            | Trận | Bàn | Câu lạc bộ          |
| -- | -- | ------------------ | --------------------------- | ---- | --- | ------------------- |
| 1  | TM | Daniel Haas        | 1 tháng 8, 1983 (18 tuổi)   |      |     | Eintracht Frankfurt |
| 2  | HV | Moritz Volz        | 21 tháng 1, 1983 (19 tuổi)  |      |     | Arsenal             |
| 3  | HV | Alexander Meyer    | 19 tháng 10, 1983 (18 tuổi) |      |     | Bayer Leverkusen    |
| 4  | TV | Matthias Lehmann   | 28 tháng 5, 1983 (19 tuổi)  |      |     | VfB Stuttgart       |
| 5  | TV | Benjamin Wingerter | 25 tháng 3, 1983 (19 tuổi)  |      |     | Schalke 04          |
| 6  | HV | Philipp Lahm       | 11 tháng 11, 1983 (18 tuổi) |      |     | Bayern Munich       |
| 7  | HV | Per Mertesacker    | 29 tháng 9, 1984 (17 tuổi)  |      |     | Hannover 96         |
| 8  | TĐ | Mike Hanke         | 5 tháng 11, 1983 (18 tuổi)  |      |     | Schalke 04          |
| 9  | TĐ | David Odonkor      | 21 tháng 2, 1984 (18 tuổi)  |      |     | BoNga Dortmund      |
| 10 | TV | Piotr Trochowski   | 22 tháng 3, 1984 (18 tuổi)  |      |     | Bayern Munich       |
| 11 | TĐ | Ioannis Masmanidis | 9 tháng 3, 1983 (19 tuổi)   |      |     | Bayer Leverkusen    |
| 12 | TM | Bastian Görrissen  | 19 tháng 7, 1983 (19 tuổi)  |      |     | VfL Bochum          |
| 13 | TV | Sascha Riether     | 23 tháng 3, 1983 (19 tuổi)  |      |     | SC Freiburg         |
| 14 | HV | Janis Crone        | 25 tháng 2, 1983 (19 tuổi)  |      |     | 1860 Munich         |
| 15 | TĐ | Emmanuel Krontiris | 11 tháng 2, 1983 (19 tuổi)  |      |     | BoNga Dortmund      |
| 16 | HV | Malik Fathi        | 29 tháng 10, 1983 (18 tuổi) |      |     | Hertha BSC          |
| 17 | TĐ | Marcel Schied      | 28 tháng 7, 1983 (18 tuổi)  |      |     | Hansa Rostock       |
| 18 | TV | Sofian Chahed      | 18 tháng 4, 1983 (19 tuổi)  |      |     | Hertha BSC          |

### Cộng hòa Ireland
Huấn luyện viên:  Brian Kerr

| Số | VT | Cầu thủ         | Ngày sinh (tuổi)           | Trận | Bàn | Câu lạc bộ              |
| -- | -- | --------------- | -------------------------- | ---- | --- | ----------------------- |
| 1  | TM | Brian Murphy    | 7 tháng 3, 1983 (19 tuổi)  |      |     | Manchester City         |
| 2  | HV | Stephen Brennan | 20 tháng 3, 1983 (19 tuổi) |      |     | Newcastle United        |
| 3  | HV | Stephen Kelly   | 6 tháng 9, 1983 (18 tuổi)  |      |     | Tottenham Hotspur       |
| 4  | TV | Graham Ward     | 25 tháng 2, 1983 (19 tuổi) |      |     | Wolverhampton Wanderers |
| 5  | HV | Paddy McCarthy  | 31 tháng 5, 1983 (19 tuổi) |      |     | Manchester City         |
| 6  | TV | Stephen Capper  | 28 tháng 2, 1983 (19 tuổi) |      |     | Sunderland              |
| 7  | HV | Stephen Paisley | 28 tháng 7, 1983 (18 tuổi) |      |     | Manchester City         |
| 8  | TĐ | Stephen Elliott | 6 tháng 1, 1984 (18 tuổi)  |      |     | Manchester City         |
| 9  | TĐ | Mark Rossiter   | 27 tháng 5, 1983 (19 tuổi) |      |     | Sunderland              |
| 10 | TĐ | Reinier Moor    | 12 tháng 6, 1983 (19 tuổi) |      |     | Exeter City             |
| 11 | TV | Sean Thornton   | 18 tháng 5, 1983 (19 tuổi) |      |     | Tranmere Rovers         |
| 12 | TV | Michael Foley   | 9 tháng 3, 1983 (19 tuổi)  |      |     | Liverpool               |
| 13 | TV | Keith Gilroy    | 18 tháng 7, 1983 (19 tuổi) |      |     | Middlesbrough           |
| 14 | HV | Ian Simpemba    | 28 tháng 3, 1983 (19 tuổi) |      |     | Wycombe Wanderers       |
| 15 | TĐ | Jon Daly        | 8 tháng 1, 1983 (19 tuổi)  |      |     | Stockport County        |
| 16 | TM | Wayne Henderson | 16 tháng 9, 1983 (18 tuổi) |      |     | Aston Villa             |
| 17 | TV | Adrian Deane    | 24 tháng 2, 1983 (19 tuổi) |      |     | Charlton Athletic       |
| 18 | TV | Liam Kearney    | 10 tháng 1, 1983 (19 tuổi) |      |     | Nottingham Forest       |